# Ворд (Колорадо)
Ворд (англ. Ward) — місто (англ. town) в США, в окрузі Боулдер штату Колорадо. Населення — 128 осіб (2020).

## Географія
Ворд розташований за координатами 40°4′29″ пн. ш. 105°30′58″ зх. д. / 40.07472° пн. ш. 105.51611° зх. д. (40.074684, -105.516098).  За даними Бюро перепису населення США в 2010 році місто мало площу 1,49 км², з яких 1,48 км² — суходіл та 0,00 км² — водойми.

## Демографія
Згідно з переписом 2010 року, у місті мешкало 150 осіб у 75 домогосподарствах у складі 36 родин. Густота населення становила 101 особа/км².  Було 101 помешкання (68/км²).
Расовий склад населення:
| - 94,7 % — білих - 1,3 % — корінних американців - 1,3 % — чорних або афроамериканців |

До двох чи більше рас належало 2,7 %. Частка іспаномовних становила 2,0 % від усіх жителів.
За віковим діапазоном населення розподілялося таким чином: 19,3 % — особи молодші 18 років, 72,7 % — особи у віці 18—64 років, 8,0 % — особи у віці 65 років та старші. Медіана віку мешканця становила 43,5 року. На 100 осіб жіночої статі у місті припадало 154,2 чоловіків;  на 100 жінок у віці від 18 років та старших — 132,7 чоловіків також старших 18 років.
Середній дохід на одне домашнє господарство  становив 63 974 долари США (медіана — 61 250), а середній дохід на одну сім'ю — 89 727 доларів (медіана — 87 143). За межею бідності перебувало 6,1 % осіб, у тому числі 0,0 % дітей у віці до 18 років та 28,6 % осіб у віці 65 років та старших.
Цивільне працевлаштоване населення становило 80 осіб. Основні галузі зайнятості: освіта, охорона здоров'я та соціальна допомога — 28,8 %, будівництво — 28,8 %, роздрібна торгівля — 17,5 %, науковці, спеціалісти, менеджери — 10,0 %.